# Tridactylus tithonus
Tridactylus tithonus is een rechtvleugelig insect uit de familie Tridactylidae. De wetenschappelijke naam van deze soort is voor het eerst geldig gepubliceerd in 1979 door Blackith & Blackith.